# Wohn- und Wirtschaftsgebäude Niederhörne 33
Das Wohn- und Wirtschaftsgebäude Niederhörne 33 im niedersächsischen Elsfleth, Ortsteil Moorriem, Bauerschaft Neuenbrok/Niederhörne im Landkreis Wesermarsch, stammt aus dem frühen 19. Jahrhundert.

Aktuell (2023) wird es als Wohnhaus genutzt.
Das Gebäude steht unter Denkmalschutz (siehe auch Liste der Baudenkmale in Elsfleth).

## Geschichte
Die Marschhufensiedlung Moorriem mit der nördlichen Bauerschaft Neuenbrok erstreckt sich über etwa 16 Kilometer, wurde nach 1062 gegründet und erhielt im 14. Jahrhundert die heutige Struktur mit den schmalen, oft extrem langgestreckten Parzellen. Im Abstand von ca. 50 bis 100 Metern liegen zahlreiche Hofstellen auf Wurten.

Sieben nebeneinanderliegende Hofanlagen (Niederhörne 25–35 und Birkenstraße 1) aus der Zeit vom späten 18. bis zur Mitte des 19. Jahrhunderts auf Wurten mit sechs Zweiständerhallenhäusern in Fachwerk sind denkmalgeschützt.
Dieses eingeschossige giebelständige Wohn- und Wirtschaftsgebäude als Zweiständer-Hallenhaus in Fachwerk mit Steinausfachungen, mit reetgedecktem Krüppelwalmdach und Niedersachsengiebeln mit Uhlenloch sowie der Grooten Door mit Korbbogen und neuer Türanlage in Glas stammt von 1810 (Inschrift). Der Wohnteil wurde um 1900 erneuert.
Auf dem tiefen Grundstück stehen weitere nicht denkmalgeschützte Nebengebäude.
Das Landesdenkmalamt befand: „… Teil der Gruppe ‚Hofanlagen Niederhörne 25-35 und Birkenstraße 1‘ … eine geschichtliche und städtebauliche Bedeutung …“